# Club Atletico Faenza 2005-2006
Ecco la formazione cestistica del Club Atletico Faenza che ha affrontato il campionato di Serie A1 femminile FIP 2005-2006.
| 4  | Brasile (bandiera)  | Ana Flavia Sackis        | Play        |
| 5  | Italia (bandiera)   | Maria Chiara Franchini   | Guardia     |
| 6  | Italia (bandiera)   | Chiara Pastore           | Play        |
| 7  | Italia (bandiera)   | Maria Giulia Forni       | Guardia     |
| 8  | Italia (bandiera)   | Simona Ballardini        | Ala Piccola |
| 9  | Italia (bandiera)   | Giulia Casadio           | Guardia     |
| 10 | Slovenia (bandiera) | Daliborka Jokic          | Ala Grande  |
| 12 | Italia (bandiera)   | Alessia Cappuccio        | Ala Grande  |
| 13 | Italia (bandiera)   | Lisa Lolli Ceroni        | Guardia     |
| 14 | Brasile (bandiera)  | Graziane de Jesus Coelho | Centro      |
| 15 | Italia (bandiera)   | Lorenza Arnetoli         | Centro      |
| 16 | Italia (bandiera)   | Giulia Bandini           | Guardia     |
| 18 | Italia (bandiera)   | Mariangela Angelino      | Guardia     |
| 19 | Italia (bandiera)   | Francesca Bassi          | Guardia     |
| 20 | Italia (bandiera)   | Sara Bosi                | Guardia     |

- Giampiero Ticchi Allenatore